# Džunši
Princezna Džunši (珣子内親王; 1311 Kjóto – 11. června 1337), nebo Šin-Muromači-in (新室町院), byla japonská princezna a císařovna choť (čúgú) císaře Go-Daigo Japonského.
Byla to japonská princezna jako dcera císaře Go-Fušimi Japonského a dvorní dámy Neiši Saiondži. Provdala se za císaře Go-Daiga, jehož dědeček byl strýc z otcovy strany jejího dědečka.
Později se stala známou jako císařovna vdova Šin-Muromači-in.

## Potomci
- Císařská princezna Sačiko (幸子内親王) (1335–?)